# Дєва (мінометний комплекс)
2К32 «Дєва» (рос. «Дева», укр. «Діва») ― російський самохідний мінометний комплекс, розроблений ЦНДІ «Буревісник». З 2011 року перебуває на озброєнні ЗС РФ.

## Опис та озброєння
2К32 був створений для підвищення мобільності та загальної ефективності мінометних батарей гірських підрозділів Сухопутних військ РФ.
Комплекс складається з міномету 2Б24 та самохідного легко броньованого шасі на базі МТ-ЛБ.
Основною зброєю є 82-мм міномет 2Б24 (покращена версія 2Б14 «Піднос»), також на шасі встановлена кулеметна турель з ПК. Проте замість ПК можу бути встановлений кулемет "Корд".